# Blekinge
Il Blekinge è una provincia storica (landskap) della Svezia meridionale, e anticamente della Danimarca. Confina con lo Småland, la Scania e il Mar Baltico.
Il nome deriva dall'aggettivo bleke, che corrisponde al termine marinaro "bonaccia". La versione latinizzata è Blekingia.

## Contea
Le province attualmente non hanno funzioni amministrative in Svezia, oggi assunte dalle contee. La provincia di Blekinge ha gli stessi confini della corrispondente contea di Blekinge.

## Geografia fisica
Il Blekinge ha un arcipelago panoramico, e talvolta la provincia viene chiamata "il Giardino di Svezia".

## Storia
In origine il Blekinge apparteneva al regno di Danimarca assieme alle province di Scania (Skåne) e Halland, che formavano la parte orientale del regno danese (la cosiddetta Terra Scania). Divenne provincia svedese nel 1658, in seguito al Trattato di Roskilde. I centri che avevano lo status di città erano Karlshamn (dal 1664), Karlskrona (1680), Ronneby (1387), Sölvesborg (1445). Di queste città, Karlskrona fu per quasi 300 anni la principale base navale svedese, e nel 1998 è stata dichiarata dall'UNESCO patrimonio dell'umanità.

### Araldica
Al Blekinge fu assegnato il suo stemma attuale in occasione dei funerali di Carlo X Gustavo di Svezia nel 1660, basato su un sigillo del XV secolo. Simbolicamente, le tre corone dello Stemma della Svezia sono state poste sul tronco dell'albero di quercia per sottolineare il cambio di status da provincia danese a svedese.

## Società

### Lingue e dialetti
Nel Blekinge si parla una varietà del dialetto Scanese (Blekingska), che prima era considerato dialetto orientale della lingua danese ma oggi è considerata dialetto meridionale dello Svedese.